# جان فروبلوفسكي
جان «بتاسزين» فروبلوفسكي (27 مارس 1936 - 7 مايو 2024) موسيقي جاز وملحن وقائد جوقة بولندي. عزف على الساكسفونات التينور والباريتون.
بدأ فروبلوفسكي سيرته الموسيقية في عام 1956 في أول مهرجان سوبوت للجاز ضمن فريق كرزيستوف كوميدا. في عام 1958، أصبح أول موسيقي جاز بولندي يؤدي عروضه في مهرجان نيوبورت للجاز كعضو في فرقة الشباب الدولية. قام بجولة حول العالم ولمدة عقد من الزمن، بدءًا من عام 1958.
هو أيضًا منسق موسيقى لأطول برنامج لموسيقى الجاز في أوروبا، والذي يتم بثه أسبوعيًا بواسطة برنامج راديو بولسكي III منذ عام 1970.

## روابط خارجية
- الموقع الرسمي